# Volo Air France 406
Il volo Air France 406 era un Lockheed L-1649 Starliner che si schiantò in Algeria il 10 maggio 1961, dopo l'esplosione di una bomba a bordo. Rimasero uccisi tutti i 78 passeggeri e l'equipaggio a bordo. È stato il peggior disastro aereo che abbia mai coinvolto un Lockheed Starliner.

## Il volo
Il volo Air France 406 era un volo passeggeri internazionale proveniente da Brazzaville, Congo, su una rotta avente come destinazione finale Parigi, Francia. Le fermate intermedie erano Fort Lamy, in Ciad, e Marsiglia, sempre in Francia. Il volo veniva effettuato da un Lockheed L-1649 Starliner, l'F-BHBM De Grasse.

## Incidente
Dopo essere decollato da Fort Lamy, durante la navigazione a un'altitudine di circa 20.000 piedi, lo Starliner si spezzò dopo che il suo stabilizzatore cedette. L'aereo precipitò a terra a circa 35 miglia dal giacimento petrolifero di Edjele, vicino al confine con la Libia. Tutti gli occupanti del volo 406 rimasero uccisi.

## Vittime
Tra le vittime c'erano diciotto bambini. Tra essi si trovavano i tre figli dell'Incaricato d'Affari degli Stati Uniti nella Repubblica Centrafricana, che, insieme alla madre (la moglie dell'incaricato), erano sul volo 406 diretto a Londra. Tra i morti anche un conte e una contessa, oltre a due ministri del governo della Repubblica Centrafricana. Dopo l'incidente del volo 406 iniziarono a emergere voci secondo cui si trattava di un assassinio da parte di nemici della Repubblica Centrafricana.

## L'indagine
La causa più probabile dello schianto del volo Air France 406 fu il sabotaggio con un esplosivo alla nitrocellulosa.